# Narratives of Empire
A série Narratives of Empire é uma heptalogia de romances históricos do autor americano Gore Vidal, publicada entre 1967 e 2000, que narra a história do início à decadência do "Império Americano"; as narrativas entrelaçam as histórias pessoais de duas famílias com personagens e eventos da história dos EUA. Apesar da preferência da editora pelo título politicamente neutro da série "American Chronicles", Vidal preferiu o título da série "Narratives of Empire". Os sete romances podem ser lidos em ordem histórica ou de publicação sem perder a inteligibilidade narrativa.

## Livros

### Burr(1973)
Embora Burr (1973) seja o segundo livro publicado na série, é o primeiro cronologicamente, ocorrendo em 1775-1808, 1833-1836 e 1840. No romance, ambientado na era politicamente contenciosa do governo Jackson, um idoso e ativo Aaron Burr relata suas experiências da Guerra Revolucionária e dos Pais Fundadores da América a um jovem assistente jurídico que trabalha secretamente para a imprensa.
O romance inclui os seguintes personagens históricos: Aaron Burr, George Washington, Thomas Jefferson, Alexander Hamilton, John Adams, Dolley Madison, James Monroe, Alexander McDougall, Davy Crockett, Martin Van Buren, Andrew Jackson, William Leggett, Helen Jewett, William Cullen Bryant, Samuel Swartwout, Jane McManus Storm, Edwin Forrest e Washington Irving. Personagens fictícios incluem Charlie Schuyler, Carolina de Traxler e William de la Touche Clancey.

### Lincoln(1984)
Embora publicado em quarto lugar, Lincoln (1984) é o segundo livro da série cronologicamente, ocorrendo em 1861-1865 e 1867. No romance, membros do governo e da família do presidente Abraham Lincoln ajudam a executar sua política de preservação da União durante uma terrível e sangrenta Guerra Civil.
O romance inclui os seguintes personagens históricos: Abraham Lincoln, John Hay, John Nicolay, Elihu Washburne, Mary Todd Lincoln, William Seward, Salmon P. Chase, David Herold, Mary Surratt, John Wilkes Booth, Kate Chase e William Sprague. Personagens fictícios incluem William Sanford, Charlie Schuyler, Emma Schuyler d'Agrigente e William de la Touche Clancey.

### 1876(1976)
1876 (1976) é o terceiro romance da série, ambientado entre 1875 e 1877. No romance, após 40 anos no exterior, um escritor americano retorna aos EUA durante a Era da Reconstrução e encontra Nova York e Washington transformadas pela recessão, riqueza extrema e corrupção política, tudo culminando no roubo da eleição presidencial dos Estados Unidos de 1876.
O romance inclui os seguintes personagens históricos: Samuel J. Tilden, James G. Blaine, Roscoe Conkling, James A. Garfield, Mark Twain, James Gordon Bennett, Jr., Madame Restell e Ward McAllister. Personagens fictícios incluem Charlie Schuyler, Emma Schuyler d'Agrigente, John Day Apgar, William Sanford, Denise Delacroix Sanford e William de la Touche Clancey.

### Empire(1987)
Embora publicado em quinto lugar, Empire (1987) é o quarto livro da série cronologicamente, ocorrendo de 1898 a 1907. No romance, um círculo de intelectuais políticos e editores de jornais empreendedores aprendem sobre o poder que exercem ao impulsionar e registrar o crescimento do Império Americano na virada do século XX.
O romance inclui os seguintes personagens históricos: John Hay, William Randolph Hearst, William McKinley, Theodore Roosevelt, George Dewey, William Jennings Bryan, Elihu Root, Henry Adams, Henry James. Personagens fictícios incluem Caroline Sanford, Blaise Sanford, James Burden Day, John Apgar Sanford, Sra. Delacroix.

### Hollywood(1990)
Embora publicado em sexto lugar, Hollywood (1990) é o quinto livro da série cronologicamente, ocorrendo de 1917 a 1923. O romance é narrado pelas perspectivas de cineastas, editores de notícias e agentes políticos, enquanto uma indústria cinematográfica experimental e florescente em Los Angeles (assumida como braço de propaganda de uma administração presidencial autoritária) ascende à riqueza e à proeminência internacional na Primeira Guerra Mundial; tudo resultando em uma reação política de isolacionismo, proibição, censura e uma presidência de segunda categoria.
O romance inclui os seguintes personagens históricos: Woodrow Wilson, Warren G. Harding, Jess Smith, George Creel, Franklin D. Roosevelt, Eleanor Roosevelt, Charlie Chaplin, Marion Davies, Elinor Glyn, Mabel Normand e William Desmond Taylor. Personagens fictícios incluem Caroline Sanford, Blaise Sanford e James Burden Day.

### Washington, DC(1967)
Embora publicado primeiro, Washington, DC (1967) é o sexto livro da série cronologicamente, ocorrendo de 1937 a 1954. Esta é uma história da vida política em Washington entre congressistas, a imprensa e as elites sociais durante os governos de Franklin D. Roosevelt, Harry S. Truman e Dwight D. Eisenhower. Personagens fictícios incluem Blaise Sanford, Peter Sanford, James Burden Day e Clay Overbury.

### The Golden Age(2000)
The Golden Age (2000) é o sétimo e último livro da série e se passa de 1939 a 1954 e no ano 2000. No romance, os EUA são manobrados para a Segunda Guerra Mundial pelo presidente Roosevelt, cujos sucessores seguem uma política fatal de dominação militar e econômica da Guerra Fria, no momento em que a nação se torna o centro da arte e da cultura ocidentais.
O romance inclui os seguintes personagens históricos: Franklin D. Roosevelt, Eleanor Roosevelt, Harry Hopkins, Harry S. Truman, Wendell Willkie, Dean Acheson, Herbert Hoover, Gore Vidal, John La Touche, Dawn Powell e Tennessee Williams. Personagens fictícios incluem Caroline Sanford, Blaise Sanford, Peter Sanford, James Burden Day e Clay Overbury.